# La Guerre (roman)
Pour les articles homonymes, voir La Guerre.
La Guerre est un roman de J. M. G. Le Clézio publié le 23 septembre 1970 aux éditions Gallimard.

## Éditions
- La Guerre, éditions Gallimard, 1970  (ISBN 2070271552).